# Арагон (Џорџија)
Арагон (Џорџија) (енгл. Aragon) град је у америчкој савезној држави Џорџија. По попису становништва из 2010. у њему је живело 1.249 становника.

## Демографија
Према попису становништва из 2010. у граду је живело 1.249 становника, што је 210 (20,2%) становника више него 2000. године.
| Група             | 2000.         | 2010.         |
| Белци             | 1.003 (96,5%) | 1.076 (86,1%) |
| Афроамериканци    | 7 (0,7%)      | 69 (5,5%)     |
| Азијати           | 1 (0,1%)      | 7 (0,6%)      |
| Хиспаноамериканци | 18 (1,7%)     | 63 (5,0%)     |
| Укупно            | 1.039         | 1.249         |